# Trachystola granulata
Trachystola granulata är en skalbaggsart som beskrevs av Francis Polkinghorne Pascoe 1862. Trachystola granulata ingår i släktet Trachystola och familjen långhorningar. Inga underarter finns listade i Catalogue of Life.